# Mewe (SNS)
MeWe（ミィウィ）は、アメリカ合衆国のソーシャル・ネットワーキング・サービス、ミニブログ。アメリカ合衆国の保守派や香港の独立派に愛好されている。
サイトのインターフェイスはFacebookと似ているが、MeWe側は「Facebookと似て非なるもの」であることを表明している。Meweは表現の自由を掲げ、投稿の検閲を行わないため、反ワクチン運動などの陰謀論者やアメリカの保守派に人気がある。
米国に加え、2020年11月からは香港でもMeWeが注目されるようになっている。 Facebookのグループが「ヘイトスピーチ」を理由に削除された結果、Facebookの検閲への懸念やFacebookへの不満から、FacebookからMeWeに移行するユーザーが相次いでいる。

## 特徴
- 広告無し[8]
- ユーザーが閲覧するものを操作しない
- 専用ページの作成は有料
- ページとグループはカテゴリ分けされている。
- チャットルームを備えたグループ
- 絵文字を使って投稿に反応することが可能。